# Eugenio Melandri
Eugenio Melandri (ur. 21 września 1948 w Brisighelli, zm. 27 października 2019 w Rawennie) – włoski polityk i działacz pacyfistyczny, zakonnik rzymskokatolicki, poseł do Parlamentu Europejskiego III kadencji, parlamentarzysta krajowy.

## Życiorys
Ukończył studia z teologii i socjologii. W 1974 wstąpił do Kongregacji św. Franciszka Ksawerego dla Misji Zagranicznych, z której został wykluczony z mocy prawa kanonicznego w 1989 w związku z zaangażowaniem się w politykę. Przez 10 lat kierował związanym z zakonem czasopismem „Missione Oggi”, napisał też kilka książek. Działał również jako misjonarz w Afryce. Zaangażował się w działalność pacyfistyczną, zwłaszcza w propagowanie możliwości odmowy służby wojskowej, jednostronnego rozbrojenia, ograniczenia wydatków na wojsko, a także w protesty przeciw instalacji pocisków w bazach NATO we Włoszech. Włączył się w ruch Comitato contro i mercanti di morte, sprzeciwiający się sprzedaży broni stronom konfliktów zbrojnych w Afryce. Należał do założycieli stowarzyszeń Senzaconfine (pomagającego uchodźcom), a także Chiama l’Africa oraz Solidarietà internazionale del Cipsi, zajmujących się wspieraniem mieszkańców Afryki.
W 1989 wybrano go deputowanym do Parlamentu Europejskiego z listy Demokracji Proletariatu, przystąpił do grupy zielonych. Był m.in. wiceprzewodniczącym Delegacji do Wspólnej Komisji Parlamentarnej ds. Europejskiego Obszaru Gospodarczego (1989–1994), należał też m.in. do Komisji ds. Rozwoju i Współpracy. W 1992 wybrano go do Izby Deputowanych z listy Odrodzenia Komunistycznego (z mandatu zrezygnował już w lipcu tego samego roku). W 1994 bez powodzenia ubiegał się o reelekcję do Europarlamentu z ramienia RC. W tym samym roku założył i został prezesem organizacji Associazione Obiettori Nonviolenti (AON). Sprawował też funkcję asesora we władzach gminy Genzano di Roma.
We wrześniu 2019 ogłoszono jego ponowne przyjęcie do stanu duchownego. 20 października odprawił pierwszą mszę po powrocie do kleru. Zmarł siedem dni później po długiej chorobie.